# Coalcomán de Vázquez Pallares (kommun)
Coalcomán de Vázquez Pallares är en kommun i Mexiko.   Den ligger i delstaten Michoacán de Ocampo, i den södra delen av landet, 400 km väster om huvudstaden Mexico City.
Följande samhällen finns i Coalcomán de Vázquez Pallares:
- Coalcomán de Vázquez Pallares
- El Salitre de Maruata
- Los Laureles
- Los Pobres
- Varaloso